# Arelerland

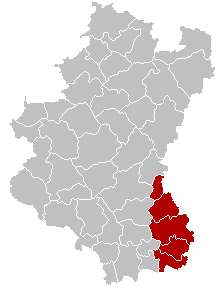
Arrondissement di Arlon.

L'Arelerland (letteralmente Terra di Arel, in lingua lussemburghese e in tedesco Arelerland; in francese Pays d'Arlon, pe.i d‿aʁlɔ̃; in neerlandese: Land van Aarlen) è la parte del Lussemburgo belga tradizionalmente di lingua lussemburghese, che adesso è prevalentemente francofona. Arlon (in tedesco e lussemburghese Arel) è il centro abitato principale della zona, dal quale prende il nome.
L'area confina con la regione belga del Gaume a occidente, con il Granducato di Lussemburgo a est e con le Ardenne a sud; coincide quasi totalmente con l'arrondissement di Arlon, parte della provincia del Lussemburgo.

## Lingue

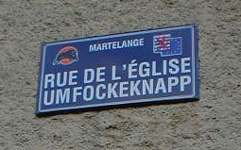
Segnaletica stradale bilingue a Martelange.

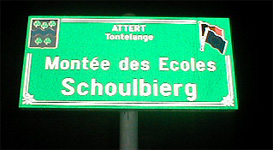
Segnaletica stradale bilingue a Tontelange.

Nell'Arelerland, la lingua tradizionale è il lussemburghese, che viene anche parlata nell'adiacente Granducato di Lussemburgo (del quale è lingua nazionale). Nel 1990, la comunità francofona del Belgio ha riconosciuto le lingue regionali del proprio territorio, tra le quali il lussemburghese; tuttavia, da allora non si è più presa alcuna misura per salvaguardare la lingua storica della regione.

### Risultanze linguistiche dei censimenti
I seguenti dati sono i risultati linguistici dei censimenti apparsi ufficialmente nel Monitore belga; da tali dati è evidente la deriva linguistica dal lussemburghese al francese.
- NL: nederlandese ("olandese")
- FR: francese
- DE: tedesco/lussemburghese

Lingua parlata prevalentemente o esclusivamente
| Anno | NL Numero | FR Numero | DE Numero | NL Pct. | FR Pct. | DE Pct. |
| ---- | --------- | --------- | --------- | ------- | ------- | ------- |
| 1910 | 253       | 9.997     | 30.124    | 0,6%    | 24,8%   | 74,6%   |
| 1920 | 217       | 16.623    | 22.936    | 0,5%    | 41,8%   | 57,7%   |
| 1930 | 155       | 21.928    | 18.646    | 0,4%    | 53,8%   | 45,8%   |
| 1947 | 116       | 36.467    | 2.411     | 0,3%    | 93,5%   | 6,2%    |

Lingue conosciute
| Anno | solo NL Number | NL & FR Numero | solo FR Numero | FR & DE Numero | solo DE Numero | DE & NL Numero | NL & FR & DE Numero | Nessuna Numero | soloNL Pct. | NL & FR Pct. | solo FR Pct. | FR & DE Pct. | solo DE Pct. | DE & NL Pct. | NL & FR & DE Pct. |
| ---- | -------------- | -------------- | -------------- | -------------- | -------------- | -------------- | ------------------- | -------------- | ----------- | ------------ | ------------ | ------------ | ------------ | ------------ | ----------------- |
| 1846 | 299            |                | 3.909          |                | 24.275         |                |                     |                | 1,0%        |              | 13,7%        |              | 85,2%        |              |                   |
| 1866 | 68             | 127            | 3.221          | 6.342          | 19.465         | 23             | 68                  | 1              | 0,2%        | 0,4%         | 11,0%        | 21,6%        | 66,4%        | 0,1%         | 0,2%              |
| 1880 | 362            | 161            | 3.799          | 9.459          | 16.007         | 8              | 75                  | 60             | 1,2%        | 0,5%         | 12,7%        | 31,7%        | 53,6%        | 0,0%         | 0,3%              |
| 1890 | 7              | 179            | 4.827          | 13.523         | 14.818         | 14             | 327                 | 2              | 0,0%        | 0,5%         | 14,3%        | 40,1%        | 44,0%        | 0,0%         | 1,0%              |
| 1900 | 144            | 323            | 6.203          | 18.950         | 10.108         | 11             | 294                 | 1.867          | 0,4%        | 0,9%         | 17,2%        | 52,6%        | 28,1%        | 0,0%         | 0,8%              |
| 1910 | 122            | 415            | 8.045          | 20.670         | 10.892         | 7              | 238                 | 2.165          | 0,3%        | 1,0%         | 19,9%        | 51,2%        | 27,0%        | 0,0%         | 0,6%              |
| 1920 | 94             | 407            | 11.566         | 20.842         | 6.715          | 2              | 350                 | 1.346          | 0,2%        | 1,0%         | 28,9%        | 52,1%        | 16,8%        | 0,0%         | 0,9%              |
| 1930 | 45             | 432            | 15.914         | 18.456         | 5.562          | 7              | 326                 | 1.763          | 0,1%        | 1,1%         | 39,1%        | 45,3%        | 13,7%        | 0,0%         | 0,8%              |
| 1947 | 14             | 675            | 27.234         | 9.726          | 733            | 4              | 1.071               | 1.605          | 0,0%        | 1,7%         | 69,0%        | 24,6%        | 1,9%         | 0,0%         | 2,7%              |

## Municipalità e comuni dell'Arelerland

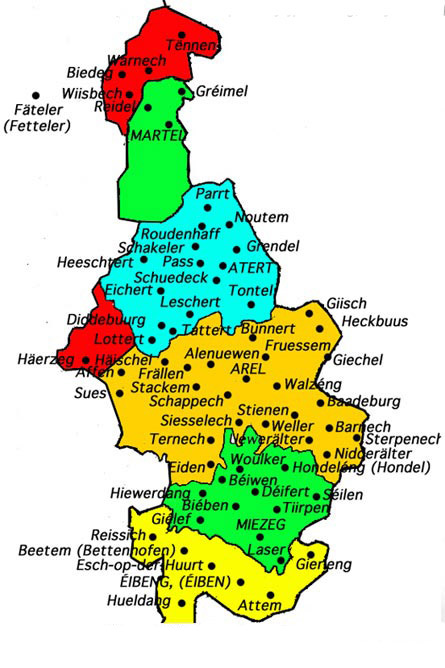
Mappa dell'area del Belgio di diffusione della lingua lussemburghese.

Di seguito le municipalità, suddivise in sezioni e villaggi, nel Distretto di Arlon.
- Municipalità di Arlon (Arel)
  - Arlon (Arel): Clairefontaine (Badebuerg), Fouches (Affen), Sampont (Sues), Sesselich (Siesselech)
  - Autelbas (Nidderälter): Autelhaut (Uewerälter), Barnich (Barnech), Stehnen (Stienen), Sterpenich (Sterpenech), Weyler (Weller)
  - Bonnert (Bunnert): Frassem (Fruessem), Seymerich (Seimerech), Viville (Alenuewen), Waltzing (Walzeng)
  - Guirsch (Giisch): Heckbous (Heckbus)
  - Heinsch (Häischel): Freylange (Frällen), Schoppach (Schappech), Stockem (Stackem)
  - Toernich (Ternech): Udange (Eiden)
- Municipalità di Attert (Atert)
  - Attert (Atert): Grendel (Grendel), Luxeroth (Luxeroth), Post, Schadeck (Schuedeck), Schockville (Schakeler)
  - Nobressart (Gehaanselchert): Almeroth (Almeroth), Heinstert (Heeschtert)
  - Nothomb (Noutem): Parette (Parrt), Rodenhoff (Roudenhaff)
  - Thiaumont (Diddebuerg): Lischert (Leschert)
  - Tontelange (Tontel): Metzert (Metzert)
- Municipalità di Aubange (Éibeng)
  - Aubange (Éibeng)
  - Athus (Attem): Guerlange (Gierleng)
  - Halanzy (Hueldang): Aix-sur-Cloie (Esch-op-der Huurt), Battincourt (Beetem)
  - Rachecourt (Reissich)
- Municipalità di Martelange (Maartel): Grumelange, Radelange
- Municipalità di Messancy (Miezeg)
  - Messancy (Miezeg):  Differt (Déifert), Longeau (Laser), Turpange (Tiirpen)
  - Habergy (Hiewerdang): Bébange (Bieben), Guelff (Gielef)
  - Hondelange (Hondeleng)
  - Sélange (Séilen)
  - Wolkrange (Woulker): Buvange (Béiwen)
- Sezioni di municipalità belghe che fanno parzialmente parte dell'Arelerland
  - Hachy (Häerzeg), parte della municipalità di Habay
  - Tintange (Tënnen), parte della municipalità di Fauvillers
    - Bodange (Biedeg)
    - Warnach (Warnech)
    - Wisembach (Wiisbech)